# Stantonsburg (Karolina Północna)
Stantonsburg – miasto w Stanach Zjednoczonych, w stanie Karolina Północna, w hrabstwie Wilson.